# Wilhelm von Alvensleben
Carl Wilhelm Ludwig Rudolph von Alvensleben, modernisiert Karl Wilhelm Ludwig Rudolf von Alvensleben, (* 22. Juni 1779 in Neugattersleben; † 27. Januar 1838 in Gohlis) war ein deutscher Domherr in Halberstadt, Träger des Johanniterordens und als Eigentümer von mehreren Schlössern einer der größten zeitgenössischen Grundbesitzer im sächsischen Raum.

## Leben
Er entstammt der niederdeutschen Adelsfamilie von Alvensleben und ist der Sohn von Gebhard August II. von Alvensleben (1719–1779) und der Helena Sophia Wilhelmina von Alvensleben (1745–1784).
Als Wilhelm von Alvensleben im Schloss Neugattersleben zur Welt kam, war sein Vater bereits einige Wochen tot. Er war unverhofft auf Schloss Hundisburg gestorben. Auch seine Mutter lebte nicht mehr lange. Im Alter von fünf Jahren wurde er bereits Vollwaise und wuchs bei Verwandten auf. Er besuchte das pietistische Pädagogium in Halle (Saale) und studierte von 1796 bis 1799 an der Universität Helmstedt und wurde bereits 1792 in den Johanniterorden aufgenommen.
1797 wurde er Domherr in Halberstadt. Seine Zeit am dortigen Domkapitel gehört zu den Forschungsdesideraten, die gegenwärtig aufgearbeitet werden. Gleichzeitig mit ihm war Johann Ernst von Alvensleben als Domdechant in Halberstadt. Beide hatten persönlichen Umgang mit dem Dichter, Literaturmäzen und Sammler der deutschen Aufklärung Johann Wilhelm Ludwig Gleim im Gleimhaus in Halberstadt.
Nachdem sein Onkel kinderlos auf Schloss Kalbe gestorben war, erbte er gemeinsam mit seinen Brüdern dessen umfangreiche Besitzungen. Aus der Erbmasse erhielt er 1796 das Schloss Kalbe (Milde) mit umfangreichem Grundbesitz, das Gut Plathe im Kreis Salzwedel sowie den sogenannten Kißleben'schen Zehnt im Amt Fallersleben im Fürstentum Lüneburg und wurde Kirchenpatron der Stadt Kalbe (Milde). Nachdem ein weiterer Onkel auf Schloss Hundisburg ohne männliche Nachkommen gestorben war, erbte Wilhelm von Alvensleben erneut mehrere Besitzungen und wurde dadurch einer der bedeutendsten Gutsbesitzer in der preußischen Provinz Sachsen.
1806 übersiedelte er gemeinsam mit seiner Ehefrau Sophie von Neugattersleben in das Schloss Kalbe, nachdem sie zuvor schon zeitweise hier gelebt hatten. Ihr Plan zum Bau eines neuen Herrenhauses auf der Burginsel konnte aufgrund strittiger Grundeigentumsrechte nicht verwirklicht werden, so dass zunächst lediglich das heutige Lindenhaus als dauerhafter Wohnsitz von ihnen eingerichtet wurde.
1817 kaufte er in der das Gut Benkendorf bei Halle für die enorme Summe von 127.000 Talern und verlagerte seinen Wohnsitz von Kalbe dorthin. Plate und Benkendorf verkaufte er, um 1832 vom Rat der Stadt Leipzig das repräsentative Gohliser Schlösschen bei Leipzig zu erwerben. Als er im Jahre 1838 dort starb, wurde er im Park des Schlösschens beigesetzt und sein Testament eröffnet. Seine Erben verkauften das Schlösschen in Gohlis gewinnbringend an den Leipziger Großkaufmann Christoph Georg Conrad Nitzsche und zogen sich auf die anderen Familiensitze im Königreich Preußen zurück.
Kurz vor seinem Tod kaufte er 1837 das Eckhaus am Leipziger Markt/Petersstraße für 91.000 Taler (heute Messehaus am Markt).
Zu seinen zehn Kindern zählt der Sohn Gebhard Wilhelm Udo von Alvensleben (1810–1886), der in Kalbe (Milde) geboren wurde und in Demker starb.

## Gemälde
Wilhelm von Alvensleben ließ sich mehrfach porträtieren. Von einem dieser Ölgemälde fertigte 1863 die Malerin Eugenie Schildt eine Kopie für das Schloss Kalbe, die seit Kriegsende 1945 verschollen ist.

## Alvensleben'sche Archive und Bibliotheken
Das umfangreiche Gutsarchiv seines Geburtsschlosses Neugattersleben wie auch das Schlossarchiv Kalbe und das Archiv des Rittergutes Benkendorf mit zahlreichen Originaldokumenten aus seiner Zeit als Domkapitular, Guts-, Schloss- und Gerichtsherr sowie als Kirchenpatron werden heute im Landesarchiv Sachsen-Anhalt verwahrt. Dort befindet sich auch das Gesamtarchiv der Familie von Alvensleben mit zahlreichen persönlichen Dokumenten von Wilhelm von Alvensleben.
Große Teile der Bücher aus den Alvensleben'schen Schlossbibliotheken von Neugattersleben, Kalbe und Hundisburg, auch mit Büchern aus dem Privatbesitz von Wilhelm von Alvensleben, werden heute in der Alvenslebenschen Bibliothek auf Schloss Hundisburg verwaltet.

## Ehrungen
- 1813 Königlich Preußischer St. Johanniter-Orden